# Torga
Torga ist ein Ort in der ostsächsischen Gemeinde Kodersdorf im Landkreis Görlitz.

## Geographie

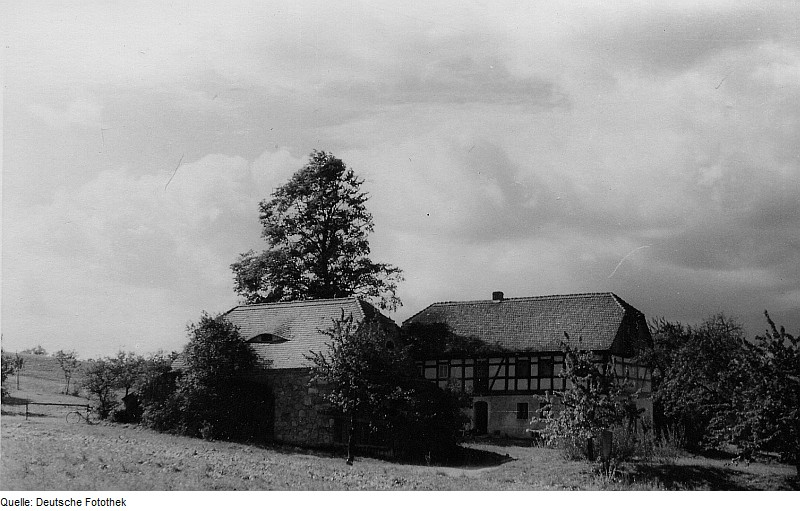
Ehemaliges Windmühlengehöft am südlichen Ortsrand in Richtung Liebstein, 1964

Torga liegt im Süden der Gemeinde in einem Seitental des durch Rengersdorf und Kodersdorf fließenden Weißen Schöps. Die Bundesautobahn 4 verläuft in West-Ost-Richtung nördlich des Ortes durch Rengersdorf und ist dort über die Anschlussstelle Kodersdorf mit der Bundesstraße 115 verbunden.
Nachbarorte sind Wiesa im Nordosten und Rengersdorf im Norden, das Kirchdorf Kunnersdorf im Südosten, Liebstein im Süden und Königshain im Südwesten. Im Westen liegen die Königshainer Berge, durch die der gleichnamige Autobahntunnel führt.
Zusammen mit Liebstein liegt Torga im Hügelgebiet um Liebstein, einer Kleinlandschaft des Naturraums Oberlausitzer Platten- und Granithügelland. Charakteristisch dafür sind die Höhenlagen zwischen 190 und 290 m ü. NN, Hügelrücken, Kuppen, steilhängige Mulden und Sohlenkerbtälchen in der Oberflächengestalt, Königshainer Granit und Lößlehm als vorherrschendes Gestein sowie die Bodentypen Braunerde, Parabraunerde, Staugley, Braunstaugley und Amphigley.

## Geschichte
Urkundlich erstmals erwähnt wurde das Dorf im Jahr 1399 als Torge. Vermutlich war die Gemarkung schon weitaus früher besiedelt, denn um 1755 wurde eine Münze aus der römischen Kaiserzeit mit dem Bildnis des Kaisers Antoninus Pius (138–161 n. Chr.) gefunden.
Noch als die Oberlausitz ein böhmisches Kronland war, kam Torga grundherrschaftlich an das Rittergut Oberrengersdorf, dem es bis in das 19. Jahrhundert unterstand. Kirchlich ist Torga spätestens seit 1545 der Kirche in Kunnersdorf unterstellt, die bis 1748 eine Filialkirche von Ebersbach war.
Nach dem Wiener Kongress musste das Königreich Sachsen 1815 unter anderem einen großen Teil der Oberlausitz an das Königreich Preußen abtreten. Im Folgejahr wurde Torga dem Landkreis Rothenburg (Ob. Laus.) eingegliedert. Südlich des Ortes verlief die Kreisgrenze zum preußisch-schlesischen Landkreis Görlitz.
1938 kam das Dorf, das seit 1936 Kleeberg hieß, zusammen mit Ober- und Niederrengersdorf zur Gemeinde Kodersdorf.

### Bevölkerungsentwicklung
| Jahr | Einwohner |
| ---- | --------- |
| 1825 | 191       |
| 1871 | 230       |
| 1885 | 221       |
| 1905 | 216       |
| 1925 | 194       |

Getrennt für Torga erhobene Einwohnerzahlen sind für den Zeitraum 1825–1925 vorhanden. Danach wuchs die Bevölkerung von 1825 bis zum Jahr der Reichsgründung von 191 auf 230 Einwohner an. In den darauffolgenden Erhebungen sank die Einwohnerzahl wieder, so dass beim 100-jährigen Vergleich 1925 gerade einmal 3 Einwohner Überschuss (+1,6 %) verzeichnet werden konnten.

### Ortsname
Der Ortsname entwickelte sich in urkundlichen Überlieferungen von de Torge (Zusatz zu einem Personennamen, 1399) über Turgaw (1416), Turkow (1454), Torgaw (1500), Torge bey Ebirßbach (1519), Torgaw (1532) hin zu Torga im Jahr 1602. Zu dieser Zeit war der Name noch nicht feststehend, wie die späteren urkundlichen Nennungen Turgau (1616) und Torge (1824) belegen. Der Ortsname stammt vermutlich – wie bei Torgau – vom altsorbischen Torgow und bezeichnete einen Marktplatz (vgl. obersorbisch torhošćo). Meschgang leitet ihn dagegen von torgać (reißen) ab und weist auf die Lage im Wasserriss des Schöps hin.
Im Zuge der Germanisierung sorbischstämmiger Ortsnamen in der Zeit des Nationalsozialismus, die insbesondere in Preußen vorangetrieben wurde, erhielt der Ort am 30. November 1936 den Namen Kleeberg. Wie die Mehrzahl der ehemals schlesischen Orte Sachsens erhielt Torga 1947 seinen alten Namen zurück.